# 米勒龙河
米勒龙河（法語：Milleron，法語發音：[milʁɔ̃]）是法国卢瓦雷省与约讷省的河流，是卢万河的右支流，长14.5千米，发源自沙蒂永科利尼，于罗尼-莱塞特埃克吕斯流入卢万河。